# Реликвија (филм)
Реликвија (енгл. The Relic) је амерички хорор филм из 1997. године, заснован на истоименом бестселер роману Дагласа Престона и Линколна Чилда, режију потписује Питер Хајмс, док су у главним улогама Пенелопи Ен Милер, Том Сајзмор, Линда Хант и Џејмс Витмор. Радња филма прати полицијског детектива, Винсента Д'Агосту, и биологичарку Марго Грин, који покушавају да зауставе огромно чудовиште налик гуштеру, које се налази у чикашком природњачком музеју.
Премијерно објављен у биоскопима САД-а 10. јануара 1997. године, а укупна зарада од филма износила је око 48 милиона $, што га у поређењу са буџетом чија се вредност процењује на између 40 и 60 милиона $, не чини баш успешним у финансијском погледу.
За првобитну локацију снимања филма, одређен је био Амерички музеј природне историје у Њујорку, међутим руководиоци музеја нису били сложни с тим јер су били забринути око тога да ће филм уплашити децу. Касније је Природњачки музеј у Чикагу уступио студију локацију за снимање филма, пошто им се претходно свидела премиса.
Филм је изазвао генерално помешане критике код критичара и публике, али и поред тога номинован је за неколико награда, уључујући Награду Сатурн за најбољи хорор филм године, Награду Сатурн за најбољу глумицу (Пенелопи Ен Милер), као и за Фантаспорто награду за најбољи филм.

## Радња
Један антрополог по имену Џон Витни, дубоко у бразилским прашумама, постаје сведок древног обреда једног племена. Недуго затим, пошто је схватио да се заправо ради о застрашујућим натприродним силама, Џон безуспешно покуша  да спречи испловљавање брода на којем се налазе сандуци који садрже његове проналаске и ретко биље које је сакупио, а које је намеравао да пошаље у природњачки музеј у Чикагу. 6 недеља касније, чикашка полиција открива да су се током транспорта теретног брода који је превозио сандуке у САД, догодила брутална убиства.
У међувремену, у чикашком природњачком музеју теку последње припреме за отварање велике изложбе посвећене празноверју. Међу научницима који под вођством управнице музеја, докторке Ен Катберт, и доктора Алберта Фрока, припремају изложбу, су и докторка Марго Грин, млада биологичарка, као и њен амбициозни колега Грег Ли. Међутим, припреме ускоро прекида застрашујуће убиство једног од чувара музеја, Фредерика Форда, чије тело проналазе у тоалету. На место злочина убрзо ступају локални полицијски детектив Винсент Д'Агоста, и његов сарадник, наредник Холингсворт, који како време одмиче схватају да убиство није починио човек већ да се ради о нечему много горем...

## Улоге
| Глумац             | Улога                               |
| ------------------ | ----------------------------------- |
| Пенелопи Ен Милер  | др. Марго Грин                      |
| Том Сајзмор        | детектив Винсент Д'Агоста           |
| Линда Хант         | др. Ен Катберт, кустос музеја       |
| Џејмс Витмор       | др. Алберт Фрок                     |
| Клејтон Ронер      | наредник Холингсворт                |
| Чи Муи Ло          | др. Грег Ли                         |
| Томас Рајан        | Том Паркинсон                       |
| Роберт Лесер       | градоначелник Роберт Овен           |
| Дајана Робин       | градоначелникова супруга            |
| Луис ван Берген    | др. Џон Витни                       |
| Франсис Х. Макарти | Џорџ Блејздејл                      |
| Констанс Тауерс    | Кери Блејздејл                      |
| Одра Линдли        | патолог                             |
| Џон Капелос        | полицајац Макнали                   |
| Мајк Бакарела      | полицајац Бредли                    |
| Јуџин М. Дејвис    | Мартини, истражитељ места злочина   |
| Тико Велс          | полицајац Бејли                     |
| Џо Дизанти         | чувар музеја, Вутон                 |
| Дејвид Провал      | чувар музеја, Џонсон                |
| Џофери Браун       | чувар музеја, Фредерик Форд         |
| Лин А. Хендерсон   | Пери Масаи, рестаураторски техничар |
| Дон Харви          | Спота                               |